# Arbeitslager Treskau
Arbeitslager Treskau – filia niemieckiego nazistowskiego obozu koncentracyjnego Groß-Rosen, zlokalizowana we wsi Owińska, w województwie wielkopolskim.

## Historia

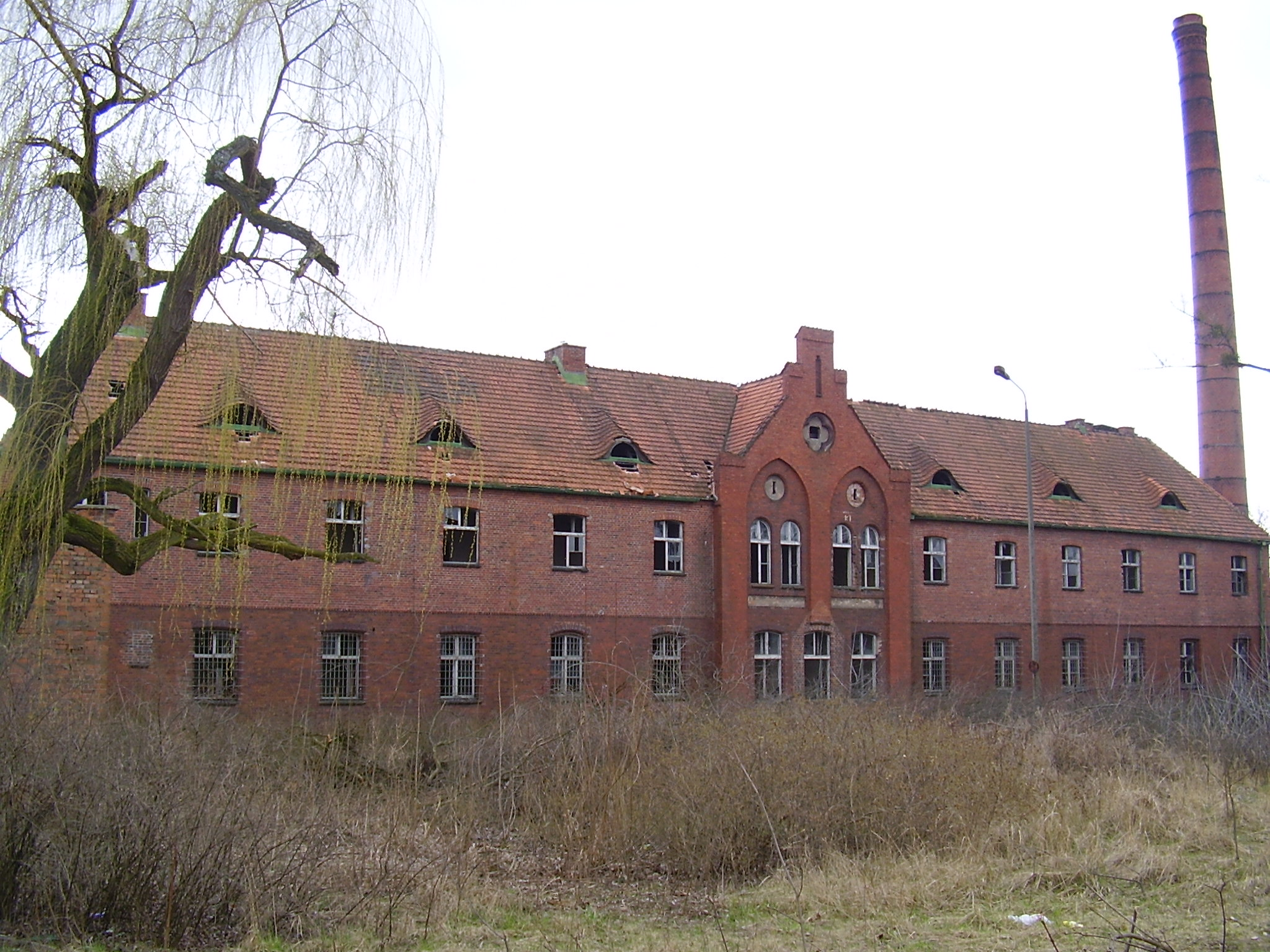
Szpital psychiatryczny w Owińskach, pozostałość po obozie

Obóz rozpoczął działalność w sierpniu 1943. Zlokalizowany został na terenie zakładu psychiatrycznego, gdzie w czasie wojny istniała Junkersschule SS. Więźniów ulokowano w piwnicy jednego z budynków. Więźniami byli Polacy, Czesi, Rosjanie oraz Ukraińcy i Niemcy. Praca więźniów polegała głównie na budowaniu nowych budynków dla Junkersschule. Budowali np. stajnie, królikarnie, kino czy garaże. Mniejsza grupa więźniów pracowała w okolicach wsi oraz na terenie polowego lotniska w Bednarach. Obóz został zlikwidowany 20 stycznia 1945 roku. Więźniowie zostali ewakuowani do Poznania, skąd koleją przetransportowano ich do KL Sachsenhausen.
Do dziś zachował się budynek szpitala psychiatrycznego. W latach 1952–1993 mieścił się w nim Młodzieżowy Zakład Wychowawczy. Po jego zamknięciu budynek popadł w ruinę. Nie znajduje się w tym miejscu żadna tablica pamiątkowa.